# Maison avec jardin à Petrovaradin
La maison avec jardin à Petrovaradin (en serbe cyrillique : Кућа са окућницом у Петроварадину ; en serbe latin : Kuća sa okućnicom u Petrovaradinu) se trouve à Petrovaradin et sur le territoire métropolitain de Novi Sad, la capitale de la province autonome de Voïvodine, en Serbie. Il s'agit d'une maison typique de Voïvodine (sr) construite en 1798. En raison de sa valeur patrimoniale, elle est inscrite sur la liste des monuments culturels protégés de la république de Serbie (identifiant no SK 1076).